# Palau de Congressos de València
El Palau de Congressos de València és un edifici multi-funcional de la Ciutat de València, pensat especialment per la realització de grans congressos. Va ser dissenyat per l'arquitecte britànic Norman Foster.

## Història
El projecte de palau de congressos va ser aprovat l'any 1993, però no va ser inaugurat fins al 2 de juliol de 1998. La inauguració va ser presidida pel rei d'Espanya Joan Carles I.
A 1999 el Royal Institute of British Architects el va considerar el millor edifici europeu. A l'any següent, l'Associació Internacional de Palaus de Congressos el va declarar el cinqué millor palau del món, i un any després va passar a ocupar el tercer lloc. A 2002 ja va assolir la primera posició en nombre de congressos a l'estat espanyol, i va aconseguir per primer any beneficis. A 2004 va aconseguir el certificat dels sistemes integrats ISO 9001 i 14001 i a 2005 el distintiu «Q» de qualitat turística de l'Institut per a la Qualitat Turística Espanyola.

## L'edifici
L'edifici, amb els seus 15.581 metres², compta amb 3 sales de conferències (per a 1.463 persones, 468 i 250 respectivament), 9 sales de comissions, i una sala d'exposicions de 1.077 metres². Totes les sales estan connectades a un circuit intern d'àudio i vídeo, de manera que es poden unificar totes les sales si és necessari.
La seua coberta, de 8.200 m², era originàriament d'alumini i zinc. És més ampla que l'edifici, de manera que produeix una marquesina a 18 metres d'alçària. Està sustentada per pilars de vidre, pedra i alabastre. Actualment aquesta coberta ha sigut reemplaçada per altra molt pareguda, però que compta amb làmines fotovoltaiques per produir electricitat.

## Jardí
El Palau de Congressos compta amb 7.000m² de jardí, entre els quals 1.600m² són un grup de xicotets estancs, en desnivell i connectats entre ells, que produeixen un corrent continu d'aigua.